# Cornichon de Noël

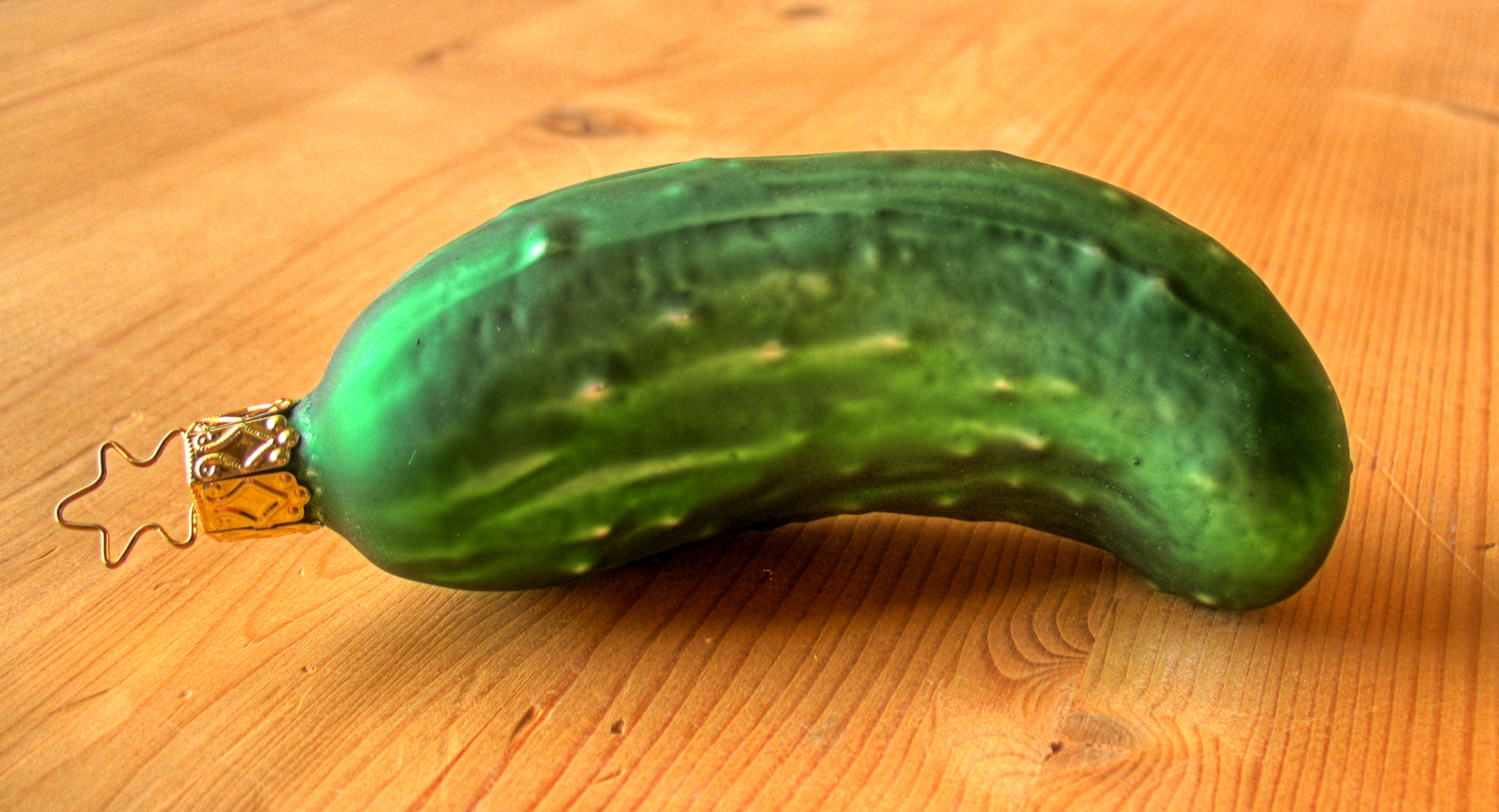
Une décoration de Noël en forme de cornichon.

Le cornichon de Noël (en anglais Christmas Pickle, en allemand Weihnachtsgurke) est une décoration de Noël en forme de cornichon. Elle est liée à une tradition américaine, prétendument d'origine allemande, qui consiste à cacher cette décoration dans un sapin de Noël.

## Tradition

### Aux États-Unis

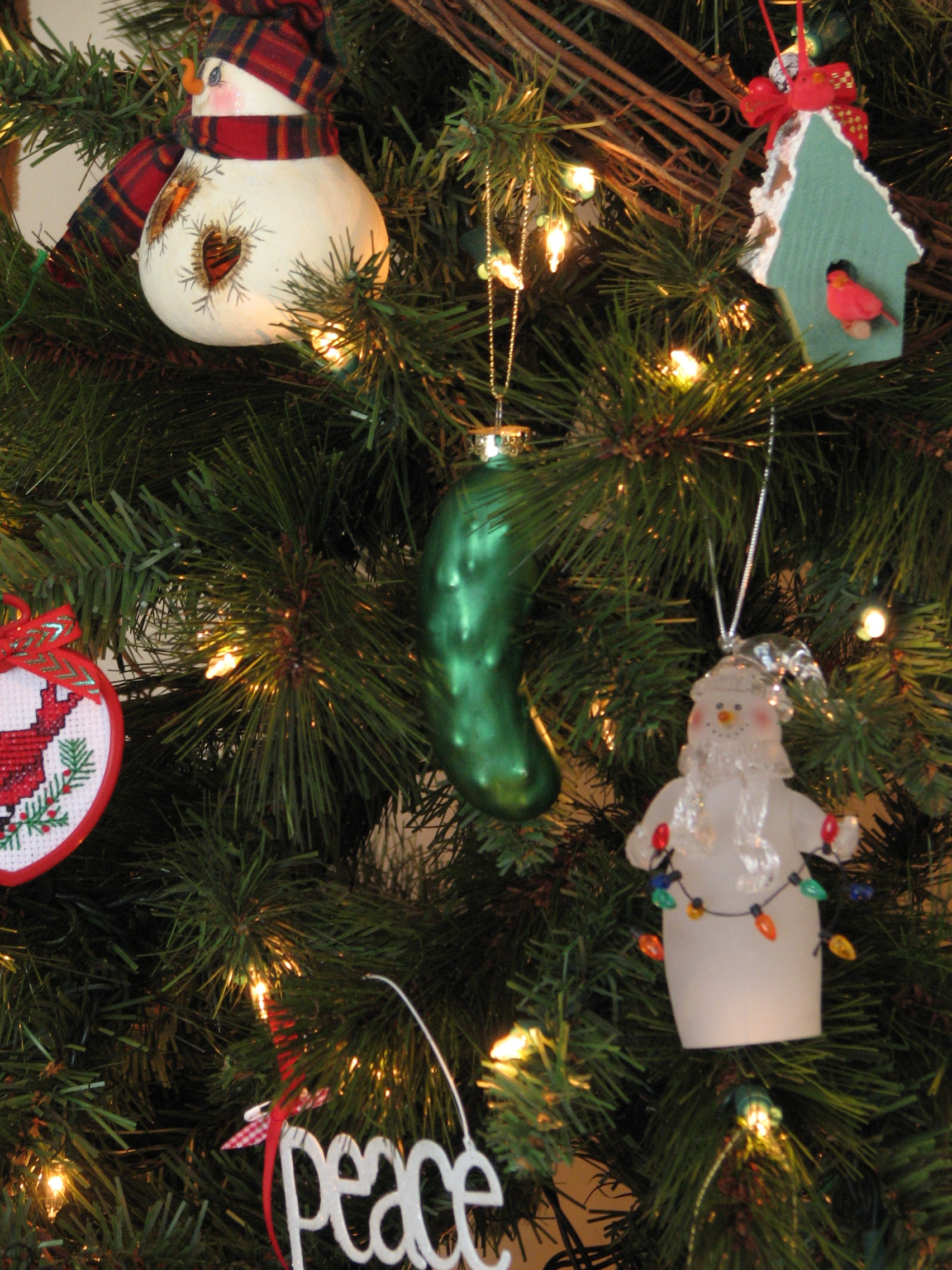
Un cornichon de Noël au milieu d'autres décorations sur un sapin de Noël.

La tradition du cornichon de Noël est surtout présente dans le Midwest américain, où un nombre significatif d'habitants ont des origines allemandes.
Cette décoration est la dernière placée dans un sapin décoré, le soir du réveillon de Noël, de manière à être cachée parmi les aiguilles,. Le premier enfant qui la découvre reçoit un cadeau supplémentaire, peut déballer ses cadeaux en premier, et/ou reçoit de la chance pour l'année à venir,,.
La ville de Berrien Springs dans le Michigan s'autoproclame « capitale mondiale du cornichon de Noël ». Il s'y tient un festival au début du mois de décembre, avec une parade, lors de laquelle sont distribués des cornichons frais.

### En Allemagne
Contrairement à l'idée reçue aux États-Unis, cette tradition n'est pas populaire en Allemagne : en novembre 2016, l'entreprise de sondages internationale YouGov recense que sur 2 057 Allemands interrogés, 91% ne connaissent pas cette tradition,. Néanmoins, depuis le milieu des années 2010, la vente de décoration en forme de cornichons s'est développée en Allemagne, sous l'influence des États-Unis,.

## Origines supposées
Plusieurs hypothèses, plus ou moins plausibles, permettent d'expliquer l'origine de cette tradition, soi-disant allemande.
Une explication populaire fait le lien entre la tradition et l'histoire d'un soldat d'origine bavaroise, John Lower, combattant du côté de l'Union lors de la guerre de Sécession américaine. Capturé et emprisonné dans le camp confédéré d'Andersonville, en Géorgie, il tombe malade et, affamé, il supplie ses geôliers de le nourrir. Un garde lui donne un cornichon, lui permettant de survivre. À la fin de la guerre, libéré, il instaure la tradition du cornichon de Noël, afin de se souvenir de cette épreuve,. Néanmoins, cette version n'a pu être authentifiée.

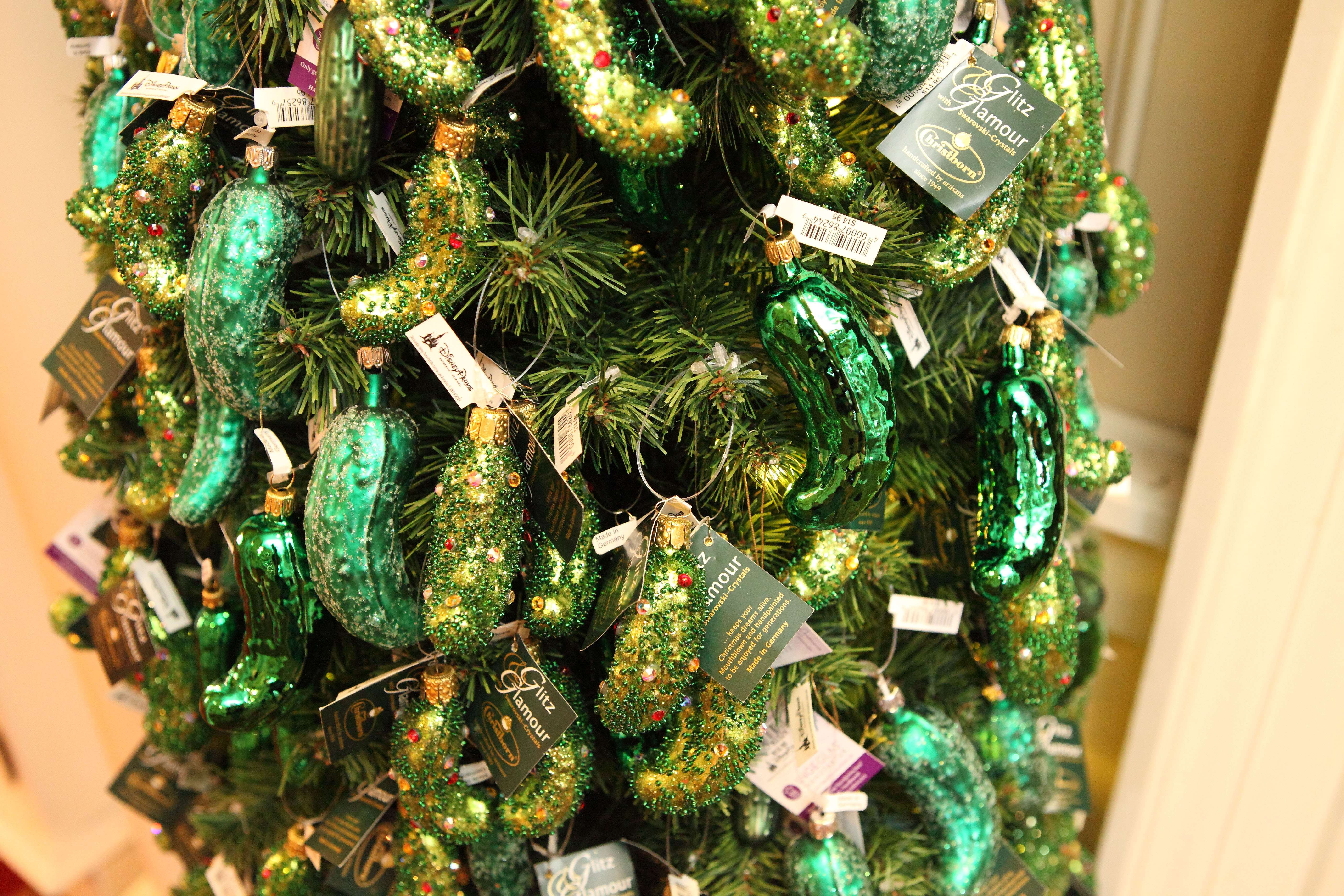
Sapin décoré entièrement de cornichons de Noël.

Une seconde légende, originaire de Berrien Springs, veut que deux garçons espagnols aient été enfermés dans un tonneau de cornichons par un aubergiste, sur le chemin du retour de l'internat pour Noël. Ils sont sauvés par saint Nicholas, qui tape le tonneau avec sa lance.
L'explication la plus vraisemblable est que les Américains ont tendance à associer tout type de décoration de Noël avec l'Allemagne. En effet, jusqu'à la fin du XIXe siècle, la fête de Noël et la décoration du sapin sont surtout réservées aux riches immigrés anglais et allemands, avant d'être adoptées par la population américaine de façon plus large. Dans les années 1880, un commerçant du nom de Frank Winfield Woolworth commence à vendre des décorations de Noël, dont une partie était importée d'Allemagne. De plus, en 1847, des artisans de la ville de Lauscha, dans l'actuel Land de Thuringe, commencent à produire des décorations en verre (Glasschmuck) en large quantité, en forme de fruits et de noix, exportées en Europe et aux États-Unis : une partie a pu être en forme de cornichon.